# Tuberonotha regia
Tuberonotha regia is een insect uit de familie van de Mantispidae, die tot de orde netvleugeligen (Neuroptera) behoort. 
Tuberonotha regia is voor het eerst wetenschappelijk beschreven door Navás in 1930.